# Liste von Bahnverbänden
Bahnverbände sind Organisationen in Verbandsform, die sich mit Themengebieten der Bahn- und Verkehrstechnik bzw. schienenverkehrsrelevanter Verkehrspolitik beschäftigen.
In Deutschland sind Verbände üblicherweise in der Rechtsform des eingetragenen Vereins organisiert und werden im Vereinsregister mit der Rechtsformangabe „e.V.“ (ohne Leerzeichen) eingetragen. In anderen Rechtskreisen werden andere Bezeichnungen für vergleichbare Organisationen verwendet. In vielen Fällen sind Verbände dem NPO- oder NGO-Sektor zuzurechnen.
Organisationen in anderen Rechtsformen (Kapitalgesellschaften (AG, GmbH), Genossenschaften, Gewerkschaften, Parteien, Kammern, Anstalten des Öffentlichen Rechts) werden ebenfalls nicht in der Liste von Bahnverbänden geführt. Nicht in dieser Liste enthalten sind Verbände, die sich mit Modellbahnbau, Museums- oder Tourismusbahnen beschäftigen.
Die folgende Liste gibt Bahnverbände in alphabetischer Reihenfolge an; strukturiert nach Kontinenten, Ländern bzw. internationalen Organisationen. Bei der geografischen Zuordnung der gelisteten Verbände ist nicht der Vereinssitz, sondern der Tätigkeitsschwerpunkt (gemäß der jeweiligen Vereinssatzung) maßgeblich. Beispielsweise ist ein in Brüssel ansässiger bahnaffiner Verband (in der Rechtsform AISBL) in den Abschnitt "Bahnverbände in Europa" und nicht in den Abschnitt "Bahnverbände in Belgien" einzuordnen, sofern sich aus dem satzungsmäßigen Vereinszweck eine länderübergreifende (europaweite) Ausrichtung entnehmen lässt.

## Bahnverbände in Europa
- Alliance of Rail New Entrants (ALLRAIL)
- Association of European Rail Rolling stock Lessors (AERRL)
- Association of the Notified Bodies for Directive 2008/57/EC on Railway Interoperability (NB-Rail)
- Autonome Lokomotivführer-Gewerkschaften Europas (ALE)
- ERTMS Accredited Laboratories (EAL)
- EURNEX e. V. (European Network of Excellence)
- Europäische Transportarbeiter-Föderation (ETF)
- European Federation of Museum & Tourist Railways (FEDECRAIL)
- European Rail Freight Association (ERFA)
- European Rail Infrastructure Managers (EIM)
- Gemeinschaft der Europäischen Bahnen (CER)
- International Union of Wagon Keepers (UIP)
- Internationale Vereinigung für den Kombinierten Verkehr Schiene-Straße (UIRR)
- Internationaler Verband für öffentliches Verkehrswesen (UITP)
- Platform of Rail Infrastructure Managers in Europe (PRIME)
- RailNetEurope
- Rail Industry Fire Association (RIFA)
- Railway Industry Association (RIA)
- Union des Industries Ferroviaires Européennes (UNIFE)
- Union Internationale des Chemins de fer (UIC)
- Zwischenstaatliche Organisation für den internationalen Eisenbahnverkehr (OTIF)

## Bahnverbände in Deutschland
- Allianz pro Schiene e. V.
- BAHNVERBAND e. V.
- Berufsverband Führungskräfte deutscher Bahnen e. V. (BFBahnen)
- Bundesverband SchienenNahverkehr e. V.
- CNA Center for Transportation & Logistics Neuer Adler e. V.
- Community of European Railway and Infrastructure Companies e.V. (CER)
- Deutsche Maschinentechnische Gesellschaft e. V. (DMG)
- Deutsches Verkehrsforum e. V.
- Fahrgastverband PRO BAHN e. V.
- Internationale Vereinigung für den Kombinierten Verkehr Schiene-Straße (UIRR)
- mofair e. V.
- Netzwerk Europäischer Eisenbahnen e. V.
- Rail.S e. V.
- Verband der Bahnindustrie in Deutschland e. V. (VDB)
- Verband der Güterwagenhalter in Deutschland e. V. (VPI)
- Verband Deutscher Eisenbahn-Ingenieure e. V. (VDEI)
- Verband Deutscher Verkehrsunternehmen e. V. (VDV)

## Bahnverbände in Österreich
- BAHNVERBAND e. V.
- Verband der Bahnindustrie (VBI)

## Bahnverbände in der Schweiz
- BAHNVERBAND e. V.
- Gesellschaft der Ingenieure des öffentlichen Verkehrs
- Railplus
- Pro Bahn Schweiz
- Swissrail Industry Association
- Verband öffentlicher Verkehr
- Vereinigung Schweizerischer Bahntechnik-Unternehmen (VSBTU)

## Bahnverbände anderer Kontinente
- Association of American Railroads